# Víctor Polay
Víctor Polay Campos (* 6. April 1951 in Callao, Peru) ist einer der Gründer der peruanischen Untergrundorganisation Movimiento Revolucionario Túpac Amaru (MRTA), welche im Wesentlichen bis 1997 operierte.
Ende der 1980er Jahre wurde Polay inhaftiert. Im Juli 1990 brachen Victor Polay und 46 weitere MRTA-Genossen aus dem Canto Grande Gefängnis über einen 315 Meter langen gegrabenen Tunnel aus. Zwei Jahre später wurde er gefasst. Ein Militärgericht verurteilte ihn 1993 zu einer lebenslangen Freiheitsstrafe. Das Urteil wurde jedoch von einem Appellationsgerichtshof aufgehoben, da der Prozess des Militärgerichtes nicht den internationalen Standards für ein rechtsstaatliches Verfahren entsprochen hatte. Deshalb wurde die Neuaufnahme des Prozesses vor einem Zivilgericht verfügt.
Am 22. März 2006 wurde er für rund 30 Straftaten, die er mit der MRTA in den 1980er- und 1990er-Jahren begangen hatte, zu 32 Jahren Gefängnis verurteilt. Diese Strafe verbüßt er in einem Gefängnis in der Marinebasis in Callao, wo unter anderem auch der frühere Geheimdienstchef Perus Vladimiro Montesinos inhaftiert ist. Bis zu seinem Tod 2021 war auch Abimael Guzmán dort inhaftiert.